# Alexandromys fortis
Alexandromys fortis (Büchner1889) è un roditore della famiglia dei Cricetidi diffuso in Estremo oriente.

## Descrizione

### Dimensioni
Roditore di piccole dimensioni, con la lunghezza della testa e del corpo tra 115 e 176 mm, la lunghezza della coda tra 35 e 75 mm, la lunghezza del piede tra 18 e 26 mm, la lunghezza delle orecchie tra 12 e 19 mm e un peso fino a 117 g.

### Aspetto
La pelliccia è densa. Le parti dorsali sono bruno-grigiastre scure, mentre le parti ventrali sono bianco-argentate. La coda è corta e bicolore. La pianta dei piedi è fornita di 5 cuscinetti carnosi. Il cariotipo è 2n=52 FN=64.

## Biologia

### Comportamento
È una specie terricola, attiva tutto il giorno. In estate l'attività è prevalentemente notturna.
Vive in colonie familiari. Tane, nidi e siti di foraggiamento di ciascuna colonia sono collegati da percorsi. In estate costruiscono due tipi di tane, ricoveri nei luoghi di foraggiamento e nidi. I rifugi sono semplici e sono costituiti da gallerie lunghe 20–40 cm, che scendono fino a 10–17 cm. I nidi sono costruiti in ambienti asciutti e consistono in una camera del nido (12–17 cm di diametro) e 1-2 brevi tunnel che conducono alla superficie del terreno. Negli habitat umidi, i nidi vengono costruiti fuori dal terreno. Le tane invernali hanno una struttura complessa e sono costituite da un nido, 1-2 camere di stoccaggio (profondità 10–19 cm) e una complessa rete di gallerie, con un massimo di 20 uscite sulla superficie del terreno. I maschi adulti mostrano un comportamento amichevole con i membri del proprio gruppo familiare (compresa la prole adulta), ma sono molto aggressivi con i membri di altri gruppi. Gli attacchi con combattimenti e morsi sono comuni tra i maschi adulti. I contatti tra individui sono accompagnati da comunicazioni acustiche espresse in strilli e canti sommessi o acuti. I canti sono prodotti dai maschi a contatto con le femmine.

### Alimentazione
In estate, si nutre principalmente di parti verdi di erbe, carici e, in misura minore, insetti. In inverno e in primavera, la dieta contiene principalmente radici, bulbi, semi e cortecce di alberi. Conserva il cibo per l'inverno in appositi magazzini nelle tane, la scorta invernale è di circa 1–4 kg per gruppo familiare.

### Riproduzione
Si riproduce in natura tra aprile e settembre. Partoriscono 1-13 piccoli (in media 5-8) 3 o 4 volte l'anno e gli intervalli tra le gravidanze sono di 17-74 giorni (in media 29). Le gravidanze durano 17-20 giorni. Le femmine nate nella prima metà dell'estate raggiungono la maturità riproduttiva a 45-50 giorni di età e producono 1-2 cucciolate nella stessa stagione; quelle nate a fine estate raggiungono la maturità riproduttiva nella primavera successiva.

## Distribuzione e habitat
Questa specie è diffusa in Estremo oriente, dalla Siberia meridionale fino alla Penisola coreana attraverso la Cina settentrionale e centrale.
Vive in ambienti aperti di foreste boreali di conifere, foreste di latifoglie, steppe forestali, steppe, zone semidesertiche e desertiche. Occupa un'ampia varietà di paesaggi ma predilige gli habitat ripariali, si incontra spesso nei campi coltivati e negli insediamenti umani.

## Tassonomia
Sono state riconosciute 6 sottospecie:
- A.f.fortis: province cinesi della Mongolia interna, Ningxia, Shaanxi, Gansu sud-orientale e Sichuan nord-orientale;
- A.f.calamorum (Thomas, 1900): parte medio e bassa del bacino dello Yangtze;
- A.f.dolichocephalus (Mori, 1930): province cinesi della Mongolia interna, Jilin e Liaoning;
- A.f.fujianensis (Hong Zhen Fan, 1981): provincia cinese del Fujian;
- A.f.michnoi (Kastschenko, 1910): Siberia meridionale, Mongolia settentrionale e nord-orientale, province cinesi della Mongolia interna e dell'Heilongjiang;
- A.f.uliginosus (J.K. Jones & D.H. Johnson, 1955): Penisola coreana.

## Conservazione
La IUCN Red List, considerato che si tratta di una specie comune e senza minacce rilevanti, classifica A.fortis come specie a rischio minimo (Least Concern).